# Oktawian Misiurewicz
Oktawian Misiurewicz (ur. 7 maja 1912 w Śremie, zm. 25 kwietnia 1968 w Poznaniu) – polski bokser, Mistrz Polski 1935 r. w wadze półśredniej. Trener, sędzia PZB. Redaktor naczelny „Kuriera Wielkopolskiego”, dziennikarz sportowy.

## Życiorys
Pochodził ze Śremu i w tamtejszym Gimnazjum rozpoczynał karierę sportową, uprawiając m.in.: piłkę nożną, tenis ziemny, lekkoatletykę i pływanie. W 1929 r. przy wsparciu konsula generalnego RP w Opolu – Daniela Kęszyckiego, zaczęto w oparciu o wzorce angielskie tworzyć sekcję pięściarską przy Śremskim Klubie Sportowym. Fakt ten oraz inspiracja meczem bokserskim Polska – Czechosłowacja w 1930 r., jak przyznał sam Misiurewicz, zachęciły go do uprawiania pięściarstwa. W roku 1931 reprezentował już barwy Towarzystwa Gimnastycznego „Sokół” w Poznaniu. W tym samym roku wziął udział w Mistrzostwach Polski juniorów. Podczas meczu bokserskiego Polska – Austria, rozegranego w Warszawie 29 kwietnia 1934 r. pokonał na punkty utytułowanego i doświadczonego Kurta Weilhammera (Mistrza Austrii z 1934 r.). W listopadzie 1934 r. wziął udział w Pięściarskim Pucharze Europy Środkowej w Essen. Czterokrotnie był reprezentantem Polski w meczach międzypaństwowych. Jego bilans to 1 wygrana i 3 porażki. W styczniu 1935 r. w meczu bokserskim Legii Warszawa z Sokołem Poznań pokonał zawodnika gospodarzy Henryka Dorobę. Podczas rozgrywanych w dniach 5–7 kwietnia 1935 r. w stolicy Wielkopolski – 12. Mistrzostw Polski zdobył złoty medal, pokonując w finale na punkty Adama Seweryniaka. Nigdy w swojej karierze nie doznał porażki przez nokaut. Po zdobyciu Mistrzostwa w 1935 r. zrezygnował z kariery sportowej i stał się korespondentem sportowym współpracując m.in. z: „Przeglądem Sportowym”, „Gazetą Polską”, „Nowym Kurierem”.
W czasie okupacji hitlerowskiej pozostał w Poznaniu pracując na kolei, najpierw jako robotnik, a następnie na stanowisku kierownika pociągu.
Po wojnie, w kwietnia 1945 r. objął dział sportowy „Głosu Wielkopolskiego”, w okresie od kwietnia do września 1947 r. pełnił funkcję redaktora naczelnego „Kuriera Wielkopolskiego”. Od roku 1952 był sędzią Polskiego Związku Bokserskiego.
W dniu 27 kwietnia 1968 r. został pochowany na cmentarzu Bożego Ciała w Poznaniu.
Występy w reprezentacji narodowej:
29 kwietnia 1934 r. /Warszawa/
Polska – Austria 10:6
Kurt Weilhammer PTS /wygrana/
23 maja 1934 r. /Chicago/
USA – Polska 14:2
Danny Farrar PTS /porażka/
25 listopada 1934 r. /Essen/
Niemcy – Polska 11:5
Erich Campe PTS /porażka/
1 września 1935 r. /Warszawa/
Polska – Niemcy 6:10
Michael Murach PTS /porażka/